# Libia en los Juegos Olímpicos de la Juventud 2018
Libia compitió en los Juegos Olímpicos de la Juventud 2018 en Buenos Aires, Argentina, celebrados entre el 6 y el 18 de octubre de 2018. No obtuvo medallas en las justas deportivas.

## Medallero
| Medalla       | Oro | Plata | Bronce | Total |
| ------------- | --- | ----- | ------ | ----- |
| Total oficial | 0   | 0     | 0      | 0     |

## Disciplinas

### Judo
Masculino
| Atleta            | Evento     | Ronda de 16           | Cuartos de final   | Semifinales        | Repechaje             | Final / BM         | Final / BM |
| Atleta            | Evento     | Oponente Resultado    | Oponente Resultado | Oponente Resultado | Oponente Resultado    | Oponente Resultado | Puesto     |
| ----------------- | ---------- | --------------------- | ------------------ | ------------------ | --------------------- | ------------------ | ---------- |
| Mohammed Almishri | Hasta 66Kg | Djoukaev (FIN) P 10–0 | No avanzó          | No avanzó          | Zulu (ZAM) P 0s1–10s1 | No avanzó          | No avanzó  |

### Taekwondo
Masculino
| Atleta          | Evento     | Ronda de 16        | Cuartos de final   | Semifinal          | Final              | Final     |
| Atleta          | Evento     | Oponente Resultado | Oponente Resultado | Oponente Resultado | Oponente Resultado | Puesto    |
| --------------- | ---------- | ------------------ | ------------------ | ------------------ | ------------------ | --------- |
| Sulayman Alqade | Hasta 55Kg | Acuña (ARG) P 4-13 | No avanzó          | No avanzó          | No avanzó          | No avanzó |